# Hermann Kner
Hermann Kner (* 16. Dezember 1888 in Wien; † 28. Dezember 1957 in Hamburg) war ein österreichischer Schauspieler bei Bühne, Film und Fernsehen sowie ein Theaterregisseur.

## Leben und Wirken
Der Arztsohn erhielt seine künstlerische Laufbahn an Wiens Akademie für Musik und darstellende Kunst. Hermann Kner begann seine Laufbahn Anfang der 1910er Jahre in der österreichischen Provinz und war bis zum Ausbruch des Ersten Weltkriegs als Sänger und Schauspieler an Spielstätten wie dem Stadttheater von St. Pölten aktiv. 1917 führte ihn ein Engagement für mehrere Jahre an das Neue Theater in Frankfurt am Main. Anschließend trat er von 1923 bis 1925 am Burgtheater auf. Nach seiner Rückkehr in Frankfurt wirkte Kner an Bühnen in Breslau und Stuttgart, ehe er 1933 in seine Heimatstadt Wien heimkehrte, um für drei Spielzeiten am Volkstheater aufzutreten. Die folgenden drei Spielzeiten (1936 bis 1939) gehörte Hermann Kner dem Theaterensemble in Gera an, 1939/40 sah man ihn an den Städtischen Bühnen von Graz. Von 1940 bis zur Schließung aller deutschen Bühnen 1944 unterlag Kner aus unbekannten Gründen einem Auftrittsverbot.
Nach dem Zweiten Weltkrieg kehrte Kner 1945 nach Gera zurück und setzte dort bis 1947 seine Theaterlaufbahn als Oberspielleiter fort. Danach ging Kner nach Hamburg und ließ sich dort nieder. Kner spielte dort nicht nur an den Spielstätten Kammerspiele und Theater im Zimmer, sondern wirkte auch mit kleinen Rollen in einer Reihe von Kino- und Fernsehfilmen mit. Darüber hinaus nahm der Wiener seit Beginn der Rundfunkzeitalters in Deutschland auch noch eine beträchtliche Reihe von Hörspielaufgaben wahr.

## Filmografie
- 1932: Die verkaufte Braut
- 1951: Das gestohlene Jahr
- 1952: Toxi
- 1953: Die Geishas des Captain Fishby (TV)
- 1954: Um die neunte Stunde (TV)
- 1954: Der Teufel fährt in der 3. Klasse (TV)
- 1954: In sechsten Stock (TV)
- 1954: Hin und her
- 1954: Viktoria und ihr Husar
- 1954: Geständnis unter vier Augen
- 1954: Bergkristall (TV)
- 1955: Ingrid – Die Geschichte eines Fotomodells
- 1955: Kinder, Mütter und ein General
- 1957: Die Herberge (TV)
- 1958: Dr. Crippen lebt

## Hörspiele (Auswahl)
- 1925: Heinrich von Kleist: Der zerbrochne Krug – Regie: Nicht angegeben
- 1947: Arthur Conan Doyle: Der Bund der Rothaarigen – Regie: Ludwig Cremer
- 1950: C. W. Ceram: Götter, Gräber und Gelehrte (3. Teil: Die hängenden Gärten der Semiramis) – Regie: Gustav Burmester
- 1952: Hans Rothe: Verwehte Spuren – Regie: Gerd Fricke
- 1952: Gerhart Herrmann Mostar: Das Gericht zieht sich zur Beratung zurück (Folge: Kann Wahrheit beleidigen) – Regie: Gerd Fricke
- 1954: Christian Bock: Meine Frau wohnt nebenan. Ein musikalisches Hörspiel – Regie: Erik Ode
- 1954: Dylan Thomas: Unter dem Milchwald – Regie: Fritz Schröder-Jahn
- 1955: Günter Eich: Träume – Regie: Fritz Schröder-Jahn
- 1955: Horst Mönnich: Prozeßakte Vampir (4. Teil: Gerichtsvollzieher Glienicke erzählt: Üb' immer Treu und Redlichkeit) – Regie: Hans Gertberg
- 1956: Arthur Schnitzler: Berta Garlan. Der Roman einer Klavierlehrerin – Bearbeitung und Regie: Max Ophüls
- 1957: Walter Teich: Moselfahrt. Eine heitere Reise auf dem Weinfluß – Regie: Gerda von Uslar
- 1957: Irmgard Köster: Die Jagd nach dem Täter (Folge: Dschungelmord) – Regie: S. O. Wagner
- 1958: Wolfgang Menge: Die Jagd nach dem Täter (Folge: Das Geheimnis der Teikoku-Bank) – Regie: S. O. Wagner